# Hapsinotus notaulator
Hapsinotus notaulator är en stekelart som beskrevs av Ugalde och Ian D. Gauld 2002. Hapsinotus notaulator ingår i släktet Hapsinotus och familjen brokparasitsteklar. Inga underarter finns listade i Catalogue of Life.